# 321045 Kretinga
321045 Kretinga este o planetă minoră (asteroid) din centura de asteroizi. A fost descoperită pe 31 august 2008 la Molėtų astronomijos observatorija⁠(d) de  și a fost numită după Kretinga⁠(d). 
Obiectul prezintă o orbită caracterizată de o semiaxă mare de 2,4263383016364 UAi, o excentricitate de 0,19563056932933, o înclinație de 3,6677159915521 ° în raport cu ecliptica.